# Доприноси
Доприноси су облик дажбина којима се прикупљају јавни приходи искључиво наменског карактера, односно за финасирање јавних потреба. 
Основне одлике доприноса су: 
- постојање стварне или могуће (претпостављене) користи коју одређени корисници имају од активности државе и других јавно-правних тела;
- висина зависи од трошкова које држава има кад обавља одређене активности или од вредности непосредне користи обвезника од услуге државе и других јавно-правних тела;
- имају обавезни карактер;
- обавеза плаћања није иницирана захтевом обвезника укључују елемент противуслуге; не плаћају их сва лица него она која ће имати корист од тако прикупљених средстава; плаћају се по пропорционалним стопама; прикупљена средства су наменска, не пролазе кроз буџет али се утврђују законом, за који није потребна општа сагласност, за разлику од самодоприноса за чије се установљење претпоставља референдум.

Доприноси су слични порезима као принудно плаћање и као новчана давања. С таксама су слични по некој личној користи која се очекује, непосредно или посредно, али је корист материјалне природе. Тако власници земљишта које се изградњом насипа штити од поплаве треба да учествују (делимично или потпуно) у трошковима обављања дате активности државе. 
У савременим државама, у оквиру јавних прихода, посебно је значајан допринос за социјално осигурање, као посебан вид заштите коју друштво пружа грађанима од економских и социјалних тешкоћа које могу настати услед значајног смањења њихове економске снаге (прихода) због болести, повреда на раду, незапослености, инвалидности, старости. 
Систем доприноса за обавезно социјално осигурање покрива три области: 
- пензијско и инвалидско,
- здравствено и
- осигурање од незапослености.

У савременим државама проблем финансирања социјалног осигурања решава се повећањем издвајања за те потребе, ефикасним трошењем расположивих средстава из фондова социјалног осигурања и сужавањем појединих права којима су се до сада користили осигураници.